# Estação Lepanto
Lepanto é uma estação da Linha A do Metro de Roma.
A estação foi inaugurada em 1980, e está no cruzamento da Viale Giulio Cesare com a Via Lepanto e Via Marcantonio Colonna, em Prati. Os escritórios do Tribunal Civil de Roma estão na via Lepanto.
41° 54′ 41″ N, 12° 27′ 58″ L